# Ophiocoma scolopendrina
Ophiure du platier, Ophiure de lagon
Espèce
Synonymes
- Ophiocoma alternans von Martens, 1870
- Ophiocoma lubrica Koehler, 1898
- Ophiocoma molaris Lyman, 1862
- Ophiocoma variabilis Grube, 1857
- Ophiura scolopendrina Lamarck, 1816

L'ophiure du platier (Ophiocoma scolopendrina) est une espèce d'ophiures, de la famille des Ophiocomidae.

## Description
Comme la plupart des ophiures, l'ophiure du platier est formée d'un disque central mou et aplati autour duquel rayonnent 5 bras allongés se terminant en fine pointe, permettant une reptation rapide.
Cette ophiure est de taille moyenne (12-18 cm), avec un disque central d'environ 1-2 cm, finement granulé, de coloration très variable mais généralement brun foncé, gris ou noir et souvent décoré d'un motif plus clair, parfois en forme d'étoile grossière (la coloration nocturne est généralement plus claire). Si motif il y a, celui-ci descend alors en général vers la face orale pour former des extensions en forme de V. Les boucliers radiaux sont petits, allongés et pointus, souvent plus pâles que le reste du disque. Les 5 bras effilés et aplatis sont brun foncé, généralement grossièrement annelés d'un brun plus clair ou parfois ornés de points ou cercles jaunâtres ; ils sont relativement longs (parfois jusqu'à 13 cm), grêles et cassants, portant deux écailles tentaculaires par segment. De chaque côté, les bras sont densément recouverts de fins piquants disposés en peigne, parfois annelés. La face orale est claire, généralement blonde ou blanc sale (contrairement au blanc pur de Breviturma brevipes), jamais uniformément noire (contrairement aux autres Ophiocoma sympatriques).

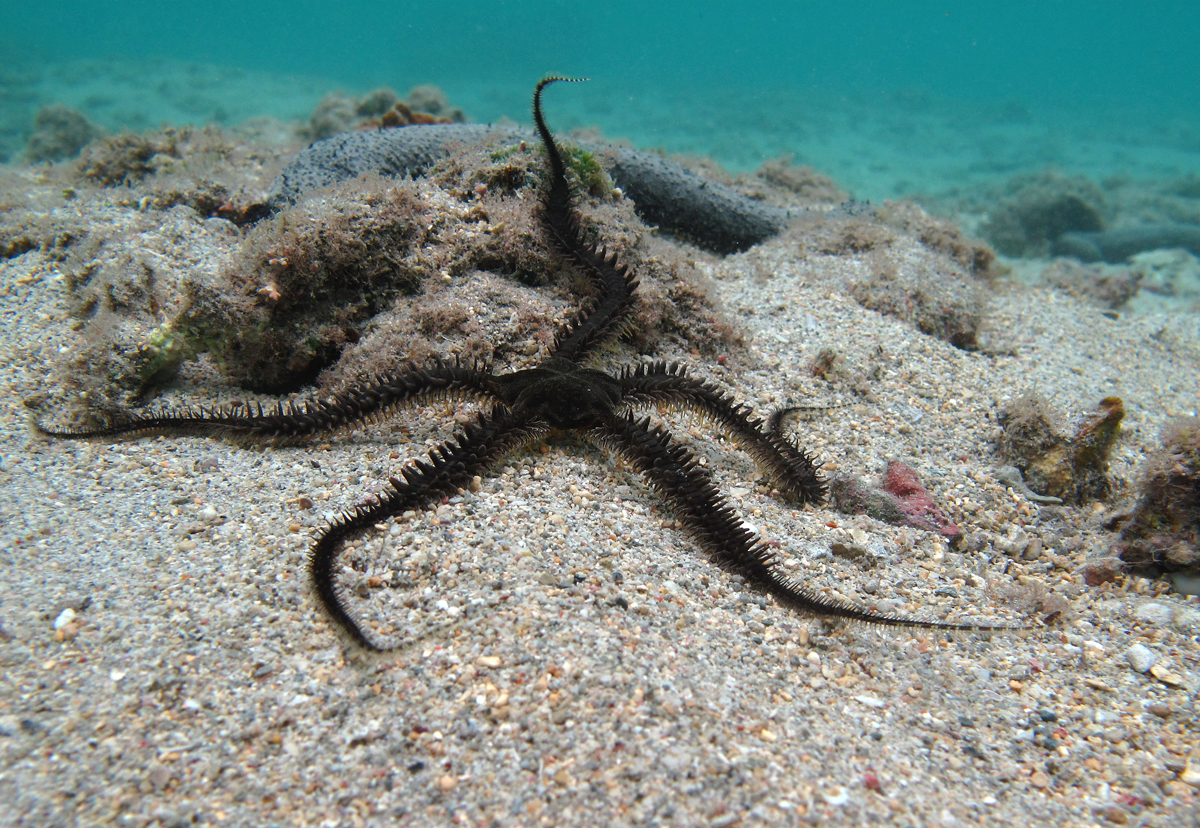
Face aborale (dorsale)
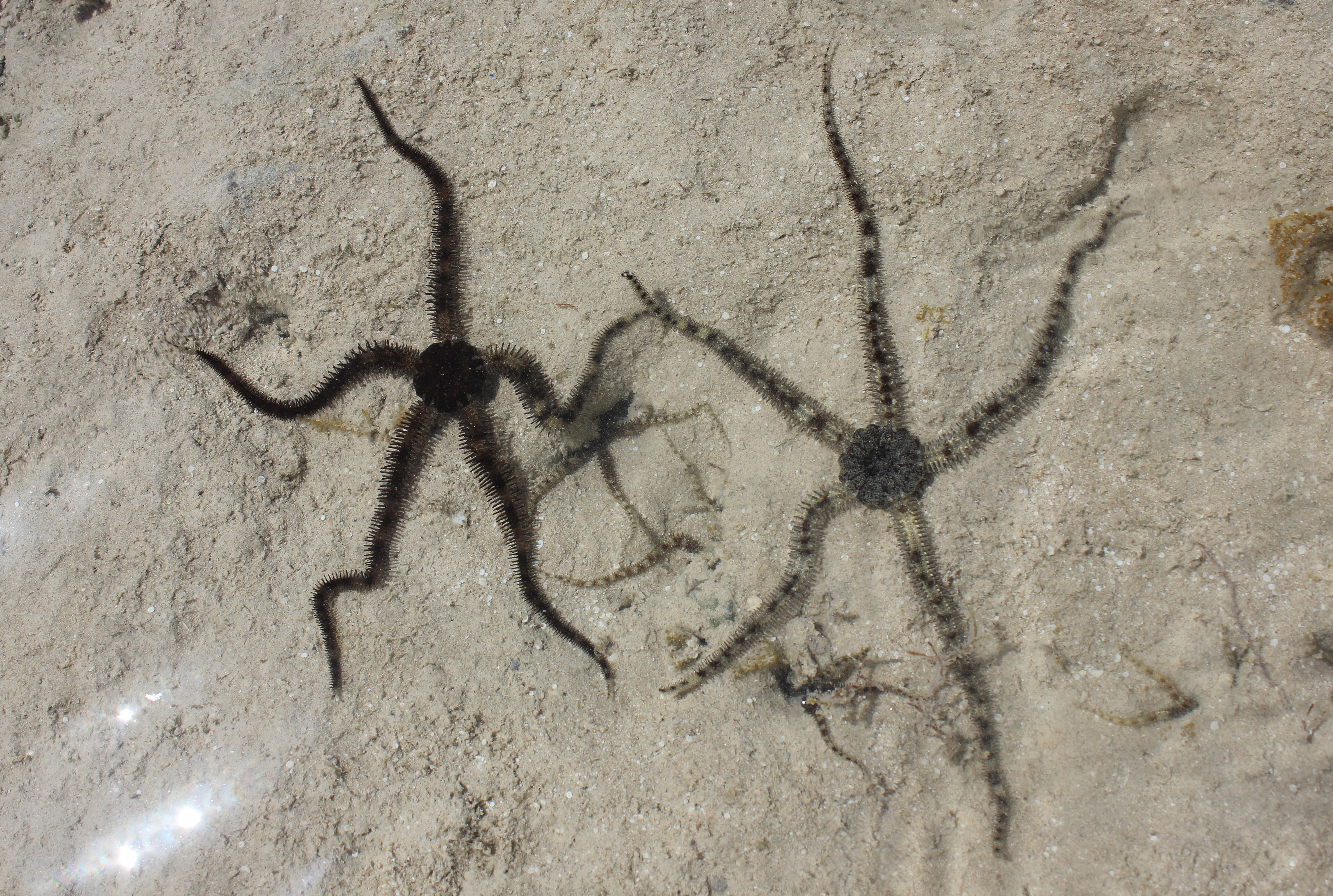
Deux spécimens de colorations différentes.
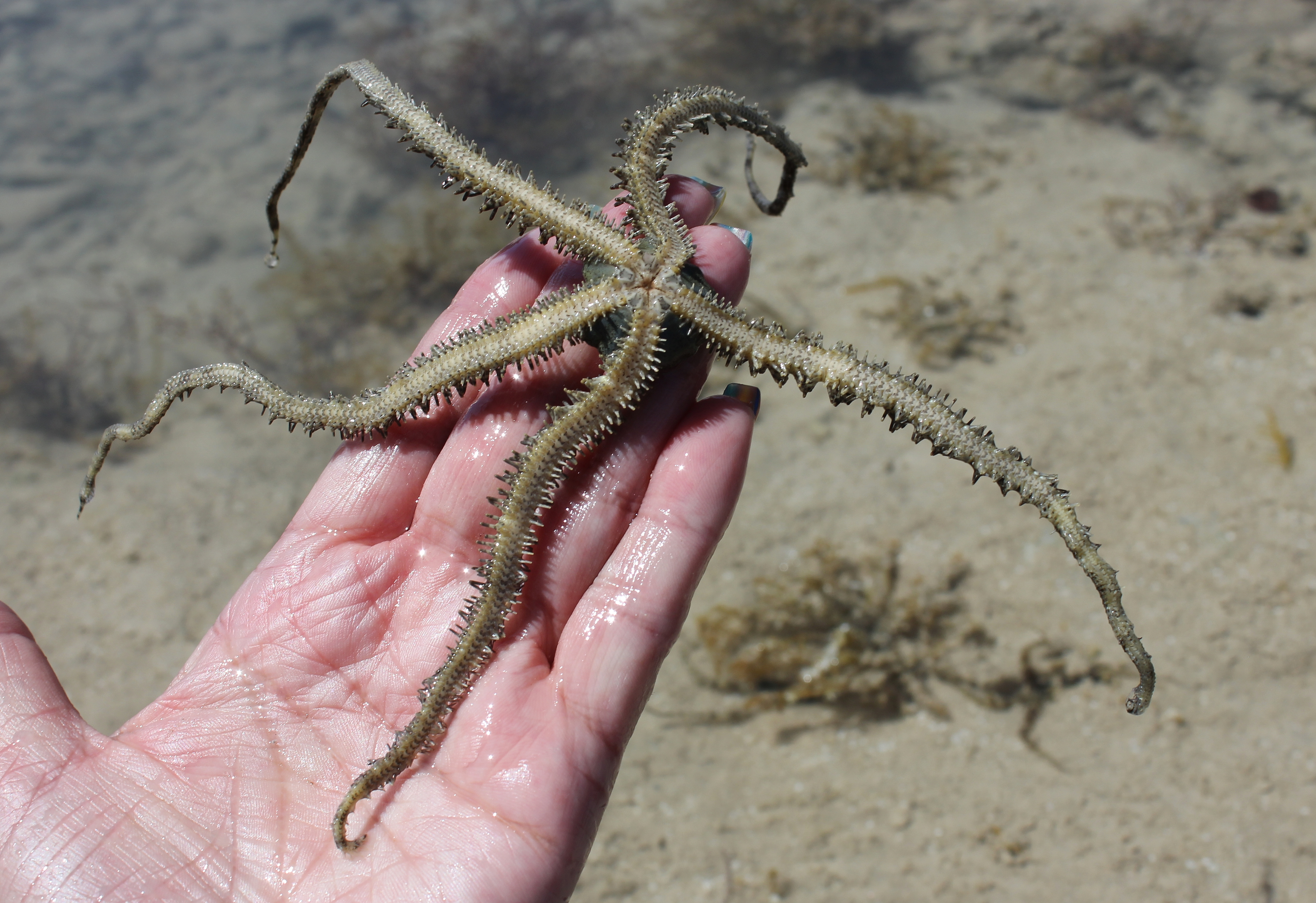
La face orale claire est un bon critère d'identification.
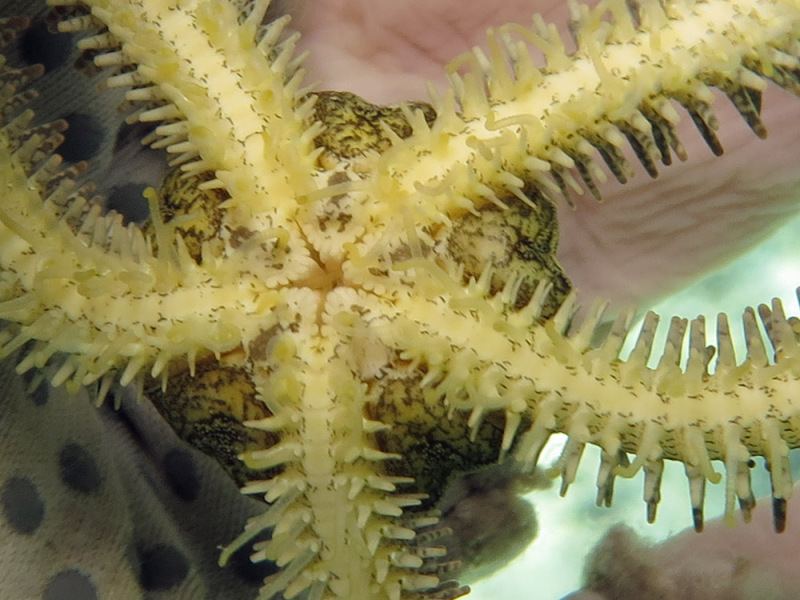
Gros-plan sur la face orale.
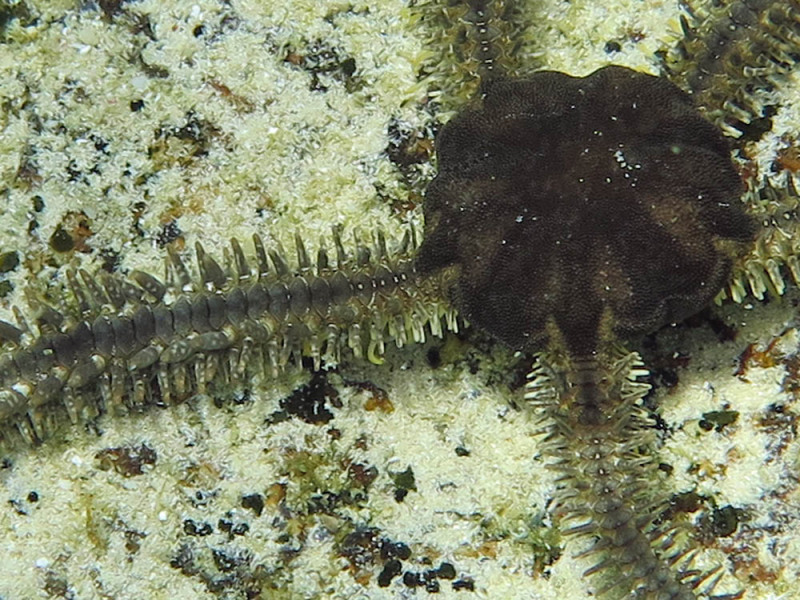
Face aborale d'un spécimen sombre.
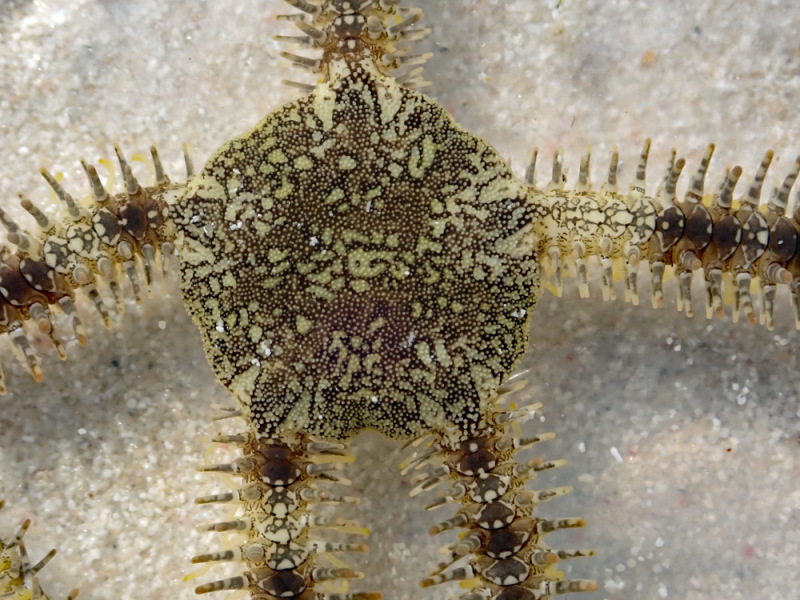
Spécimen clair et orné.

## Habitat et répartition
On trouve cette ophiure, très abondante quand l'habitat lui convient, dans tout l'Indo-Pacifique tropical, de la Mer Rouge à la Polynésie, et de l'Afrique du Sud au Japon,.
Son habitat de prédilection est dans les eaux peu profondes (0-5 m) des lagons coralliens, là où le fond sableux est riche en morceaux de corail ou de roches sous lesquels elle peut se cacher pendant la journée, à l'abri des prédateurs. Elle n'est pas rare à très faible profondeur et tout près des plages, dans des anfractuosités à quelques centimètres de la surface qu'elle balaie de ses bras à la recherche de particules nutritives en suspension.

## Écologie et comportement

### Alimentation
L'ophiure est omnivore opportuniste à tendance charognarde, pouvant manger des particules en suspension, des débris organiques, des feutrages bactériens, mais aussi des charognes ou même exercer une chasse à de petits animaux vivants.

### Reproduction
La reproduction est gonochorique, et mâles et femelles relâchent leurs gamètes en même temps grâce à un signal phéromonal, en pleine eau, où œufs puis larves (appelées ophiopluteus) vont évoluer parmi le plancton pendant quelques semaines avant de rejoindre le sol.